# Distrito de Chimbán
El distrito de Chimbán es uno de los diecinueve que conforman la provincia de Chota, ubicada en el departamento de Cajamarca en el Norte del Perú. Limita por el Norte con el distrito de Pión; por el este con la región Amazonas; por el oeste con los distritos de Anguía, Tacabamba (Chota); La Ramada y San Luis de Lucma (Cutervo); y por el sur con el distrito de Choropampa. 
Según el Servicio de Código Postal del Perú, el distrito de Chimbán tiene como código 06165.

## Historia
El distrito fue creado mediante Ley N.º 9632 del 21 de octubre de 1942, en el gobierno del Presidente Manuel Prado.

## Geografía
Chimbán está situado entre el río Llaucano por el oeste y el río Marañón por el este. En el sur, el distrito presenta una mayor altura en su superficie, descendiendo ligeramente en la parte norte.
Altitud: entre las cotas de 550 m s. n. m., ubicado en la parte más baja del río Marañón en el límite con Pión; hasta los 2820 m s. n. m. que es la zona más elevada del distrito ubicado en las zonas altas entre los caseríos de Pande y Calamaco, del flanco oriental de la cordillera de los Andes.
Clima: en las zonas bajas del distrito, semiseco con humedad abundante todas las estaciones del año; templado; con una temperatura entre 11 a 25 °C. En las zonas altas, lluvioso con otoño e invierno secos; templado; con una temperatura entre 3 a 23 °C.
Precipitación anual: entre 700 a 2000 mm aproximadamente.
Clima de tipo semiseco, templado y húmedo durante todo el año. Ocupa 3 % del área nacional y se encuentra en áreas de Amazonas, Cajamarca, La Libertad, Áncash, etc.

## Capital
Tiene como capital al pueblo de Chimbán. Se encuentra aproximadamente a 1650 m s. n. m.,  En las cuales hacen un aproximado de 2842 habitantes, el clima templado - frío con una temperatura promedio de 21 °C, aunque en algunos meses del año se presenta brillo solar intenso. 
La capital distrital se sitúa a una distancia de 91 km (5 horas) de la ciudad de Cutervo, 157 km (6:30 horas) de la ciudad de Chota (vía por Cochabamba), 305 km (9:30 horas) de la ciudad de Chiclayo.

## División administrativa
El distrito de Chimbán abarca 14 caseríos:

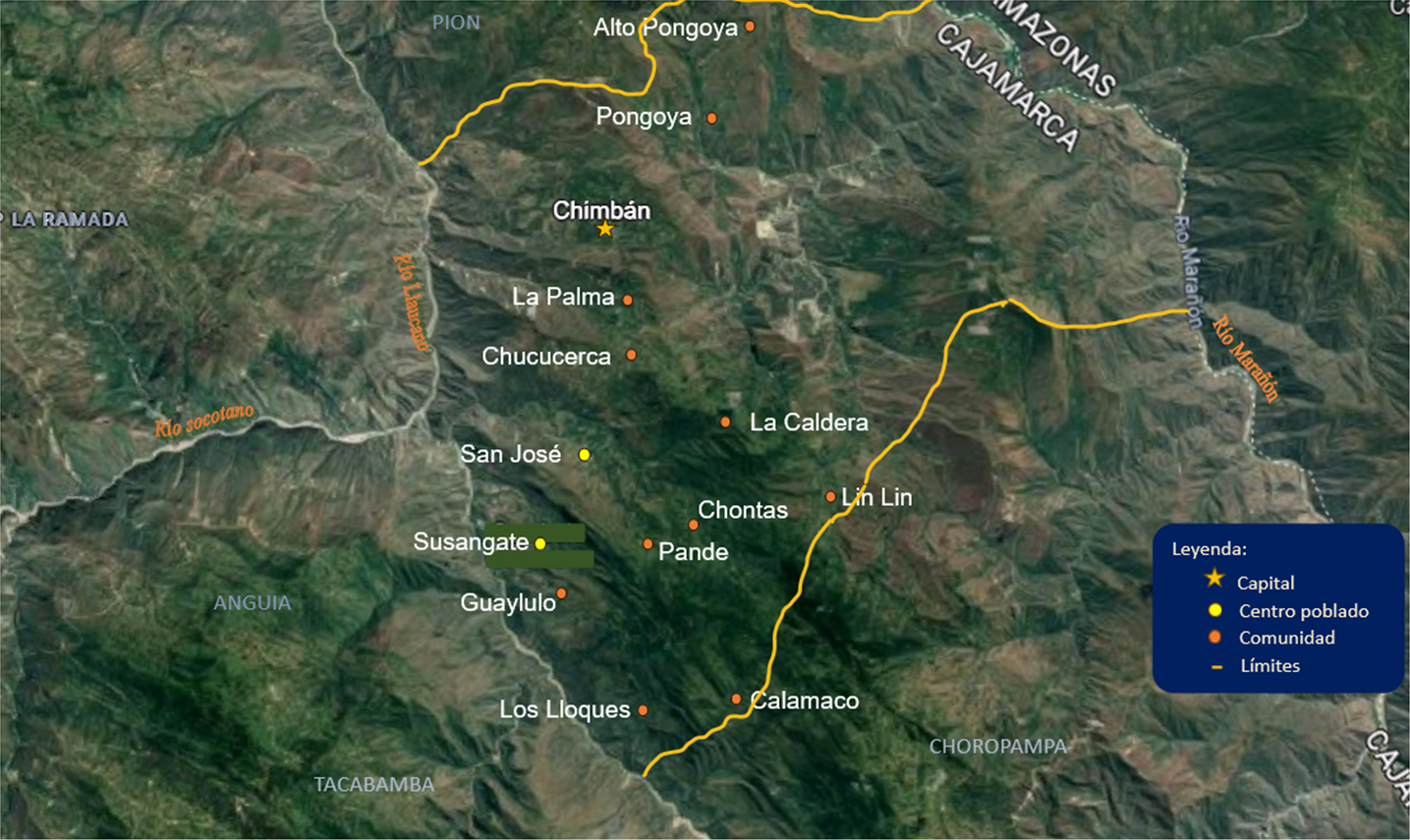
Localización satelital de los caseríos del distrito de Chimbán

(Capital distrital) 
- Chimbán

(Centros Poblados)
- San José
- Susangate

(Comunidades)
- Alto Pongoya
- Calamaco
- Chontas
- Chucucerca
- Guaylulo
- La Caldera
- La Palma
- Linlin
- Los Lloques
- Pande
- Pongoya

## Autoridades

### Municipales
2023-2026
Alcalde: 
- Alexander Goicochea Alvarado

Regidores:
- Romelio Pérez Collantes
- Rosa Vallejos Espinoza
- Royner Vásquez Martínez
- Lucila Gordillo Vásquez
- David Herrera García

### Religiones
Pertenece a la Prelatura de Chota. Católicos en su mayoría; también hay pentecostales, evangélicos.

## Transporte
Chimbán cuenta con 3 vías de comunicación terrestre que ya son utilizadas actualmente: 
- La vía más importante actualmente es por el distrito de La Ramada inaugurada en el 2004, que conecta a ciudades como Cutervo, Chota, Cajamarca, Chiclayo.

- Por el distrito de Choropampa que conecta a Chota, Cajamarca, Chiclayo;

- Por el distrito de Pión que conecta con la selva norte, Jaén, Chiclayo.

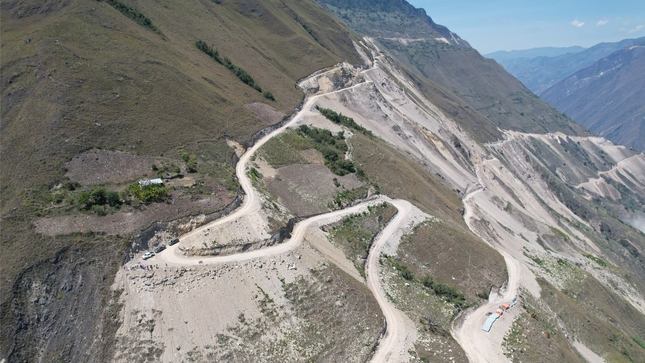
Construcción carretera de Huallangate a Susangate 2023

- Una cuarta vía actualmente está en construcción por el distrito de Anguía que conectará directamente a Chota, Cajamarca, Chiclayo. Esta vía consta de apertura y afirmado de más de 23 kilómetros de la vía Huallangate - Vista Alegre (Anguía) - Susangate – San José del distrito de Chimbán. La carretera representa la verdadera e histórica integración de los pueblos cajamarquinos con una inversión de S/ 19,058,614.99; también contempla la construcción de un puente de concreto de 70 metros de luz sobre el río Llaucano, construcción de 44 034.70 metros de cunetas, 89 alcantarillas y 5 badenes. Esta carretera estará terminada para mediados del 2025.

- Y una quinta vía (carretera marginal) que está en construcción, esta última se convertirá en la vía más importante para el distrito, además será la vía más rápida y con mejor transitabilidad conectando directamente con la ciudad de Bambamarca, Chota, Cajamarca, Chiclayo y la selva peruana, se espera que esta carretera esté construida para el 2025.

## Servicios públicos

### Energía
Chimbán está abastecida por la subestación hidroeléctrica de  Lonya Grande, cuenta con el servicio de corriente monofásica desde el 2003. En la actualidad se está construyendo una red desde una nueva hidroeléctrica.

### Educación
El distrito cuenta con 3 colegios secundarios activos, 12 escuelas primarias activas y 2 inactivas, y 3 instituciones educativas iniciales activas:
- Colegios secundarios
  - Chimbán - Raúl Porras Barrenechea. Colegio Raúl Porras Barrenechea, Chimbán 2023

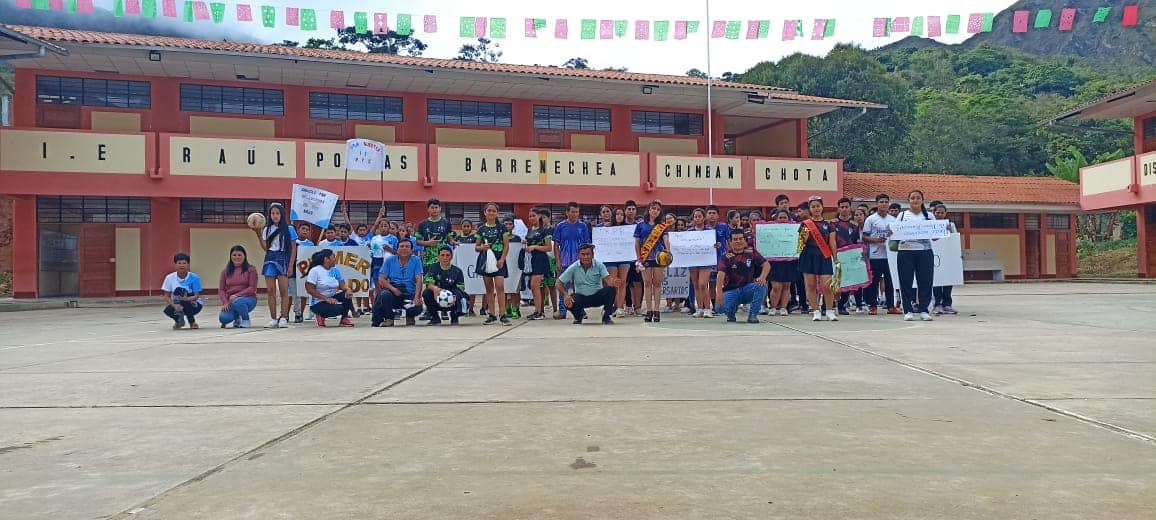
Colegio Raúl Porras Barrenechea, Chimbán 2023

  - San José - Daniel Alcides Carrión.
  - Susangate - Virgen Del Perpetuo Socorro.
- Escuelas primarias activas
  - Chimbán - 10509
  - Calamaco - 101040
  - Chontas - 10983
  - Chucucerca - 10513
  - Guaylulo - 10401
  - La Caldera - 101109
  - Linlin - 10845
  - Los Lloques - 10514
  - Pande - 101024
  - Pongoya - 10951
  - San José - 10508
  - Susangate - 10515
- Escuelas primarias inactivas
  - Alto Pongoya - 101147
  - La Palma -
- Jardín activo
  - Chimbán - 348
  - San José - 349
  - Susangate - 545

### Policía
Cuenta con la Comisaría de Chimbán a cargo de un comisario de la PNP, que tiene como jurisdicción al distrito de Chimbán y al distrito de Pión

### Salud
Se encuentra la microred de salud de Chimbán, que está a cargo de los puestos de salud de los distritos de Chimbán y Pión.

## Economía
El distrito de Chimbán al estar ubicado en una zona denominada ceja de selva o selva alta está formado por diferentes microclimas lo que posibilita el desarrollo de gran variedad de plantas y animales en general, como frutas, vegetales, tubérculos, ganado y peces. Además de árboles madereras como pinos y casuarinas en las zonas altas del distrito, también cedro, morero, huarango, eucalipto, alcanflor, guayacán, tomatillo, guabillo y abundante plantas de guayaquil (bambú). 

### Agricultura
Se caracteriza principalmente por su producción agrícola de: 
- Café en las variedades de Catimor, Caturra, Typica, etc.

Además de diferentes tipos de frutas, tenemos las siguientes:
- Plátanos entre ellos, morado, guineo, bellaco, de isla, seda, manzano o bizcocho, tatalo, etc.
- Naranjas de varios tipos, Mandarinas, Mangos, Nísperos, Piñas, Lanches, Moras, Palta, Limón, Limón dulce, Lima, Guabas, Chirimoyas, Yuracsara, Ciruelas, Cocos, etc.

También hay producción de:
- Maíz, Camote, Yuca, Fréjol, Papa, Olluco, Bituca, Racacha, Zanahoria, Tomate, Alverja, Lantreja, Habilla o Chilena, Zapallo, Pajuro, Pepino, Maní, Yacón, etc.

### Ganadería
- Vacuno, de lo cual se obtiene crias, carne, leche, queso, quesillo.
- Ovinos como las ovejas y corderos, para la producción de crias y carne.
- Porcino, cerdos para la producción de crías, carne.
- Aviar entre ellos gallina criolla, pollos, patos, pavos, ganzos, gallina de Guinea para la producción de crías, huevos, carne.
- Acuicultura es la menos desarrollada, se produce tilapias, truchas, carpas, etc.

## Festividades
- Celebración de fiesta patronal San Pedro los días 09, 10, 11, 12 de julio.
- Celebración de la creación del distrito el 21 de octubre.
- Celebración de las cruces de 02 (Conjuro), 04 (Cementerio), 08 y el 27 (Tanque), en el mes de mayo, y 5 de agosto (cruz de Chalpón).

## Turismo
En la localidad del Pongoya esta las pinturas rupestres de Minshulay.